# Waren, Mecklenburgische Seenplatte

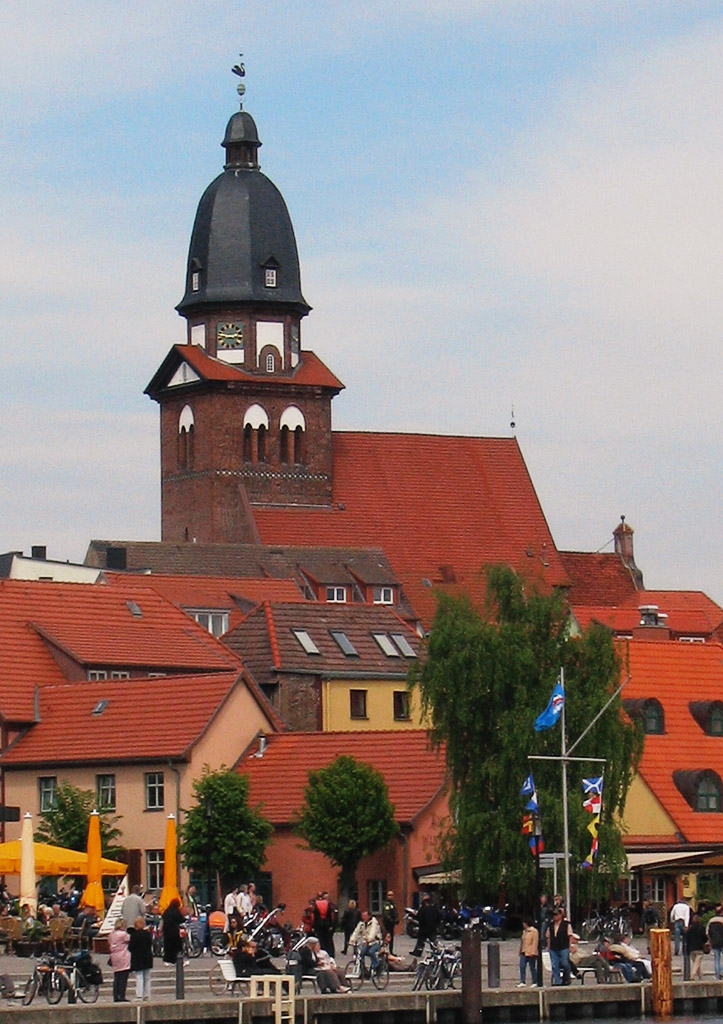
A view from Waren

Waren (Müritz) là một đô thị tại huyện Mecklenburgische Seenplatte (trước thuộc huyện Müritz), bang Mecklenburg-Vorpommern, miền bắc nước Đức.

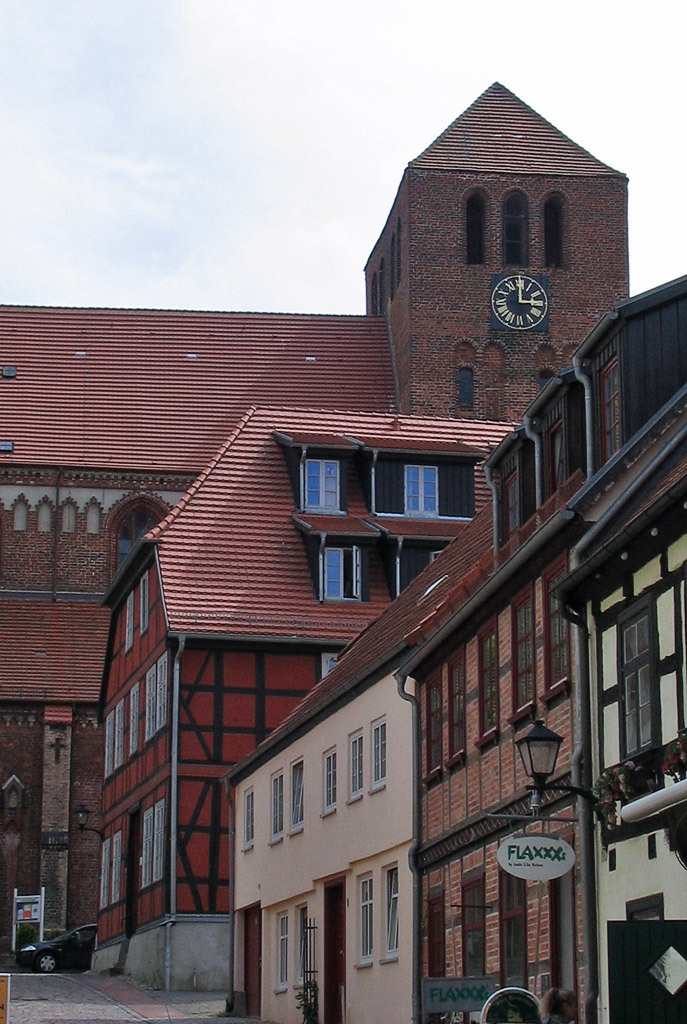
Saint George's church

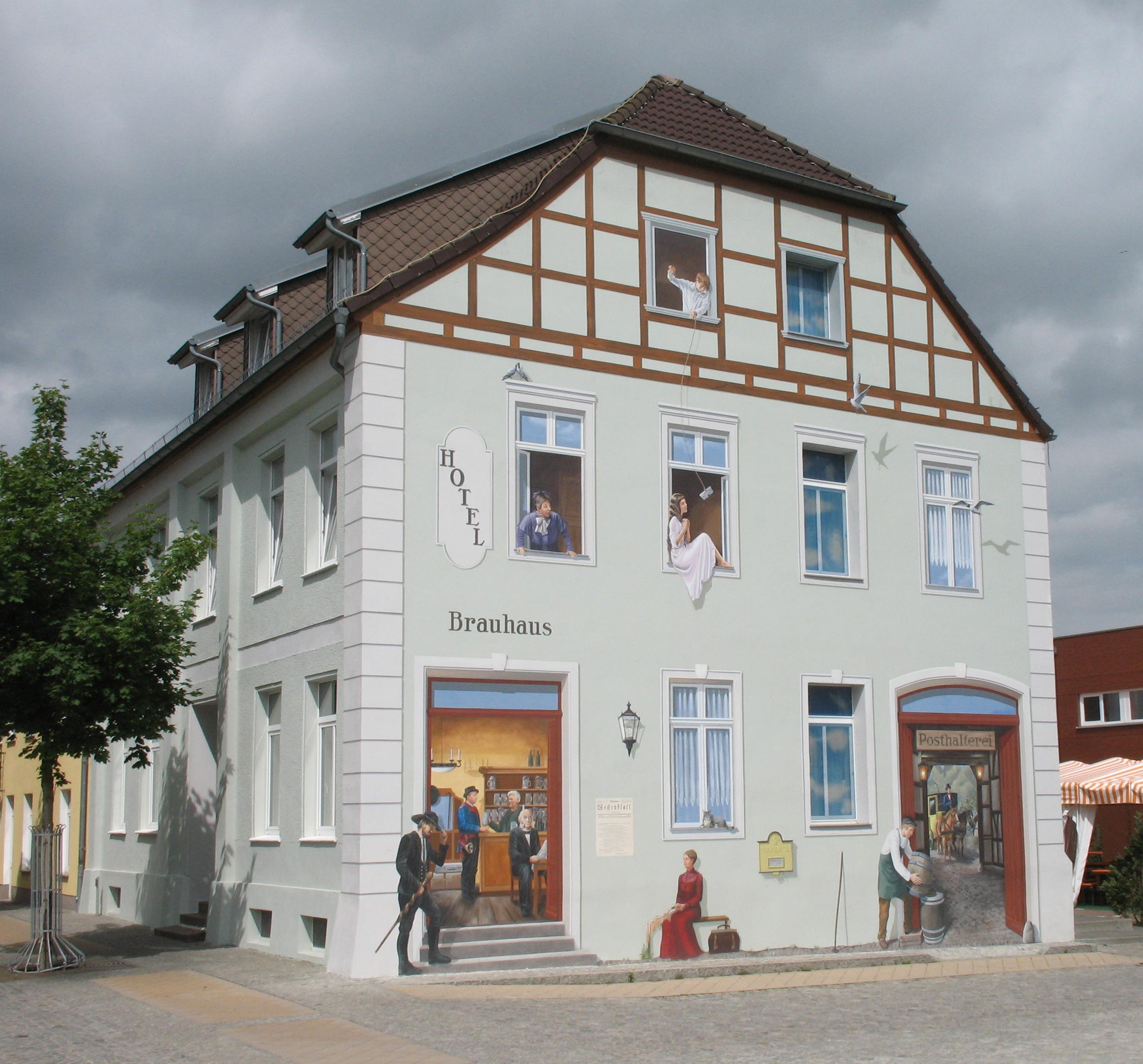

## Thành phố kết nghĩa
- Suwałki in Ba Lan